# Association Fortunes de mer calédoniennes
L'association Fortunes de mer calédoniennes se dédie à l'archéologie sous-marine de la Nouvelle-Calédonie.

## Historique
Fondée le 10 juillet 1984 par Raymond Proner, l'association Fortunes de mer calédoniennes fouille les archives et conduit des recherches sous-marines sur la collectivité de Nouvelle-Calédonie. L'association s'est vu confier par la Province Sud de la Nouvelle-Calédonie la mission d'inventaire et d'étude du patrimoine maritime archéologique provincial.
En partenariat avec l'association Salomon (qui a conduit plusieurs campagnes de fouille sur les frégates de l'expédition de La Pérouse à Vanikoro), elle est à l'origine de la création du musée de l'Histoire maritime de la Nouvelle Calédonie à Nouméa en septembre 1999.
Ses locaux sont situés dans l'annexe du Musée, dans la presqu'île de Nouville à Nouméa.

## Missions
L'association a dressé un inventaire du patrimoine archéologique sous-marin. Elle a répertorié plus de 250 naufrages de 1831 à nos jours, identifié formellement une cinquantaine d'épaves et inventé à ce jour 22 d'entre elles.
Parmi les plus emblématiques, il est possible de lister les épaves suivantes :
- la Seine (1846), corvette de guerre armée de 22 canons[4]
- le Tacite (1873), trois-mâts barque de commerce[5];
- le John Higginson (1882), goélette à vapeur effectuant le premier tour de Côte[6]

L’association a organisé plusieurs campagnes de fouille pour tenter de localiser la Monique (1953), sans succès.